# 1749 Telamon
1749 Telamon è un asteroide troiano di Giove del campo greco del diametro medio di circa 81,06 km. Scoperto nel 1949, presenta un'orbita caratterizzata da un semiasse maggiore pari a 5,1498186 UA e da un'eccentricità di 0,1069410, inclinata di 6,09356° rispetto all'eclittica.
L'asteroide è dedicato all'argonauta Telamone.